# Altpreußisches Garnisonregiment No. XII
Das Garnisonregiment XII, auch Garnisonbataillon XII, war eine Infanterieverband der altpreußischen Armee.

## Geschichte
Seit 1684 unterhielten die Kurfürsten von Brandenburg (bzw. ab 1701 die Könige in Preußen) zur Wahrnehmung ihrer Interessen eine kleine Garnison in der Grafschaft Ostfriesland. Das zwei Kompanien umfassende Marinier-Corps war in Emden und Greetsiel stationiert.
1744 fiel die Grafschaft Ostfriesland an Preußen. Da es zu diesem Zeitpunkt auch schon lange keine preußische Marine mehr gab, die die Existenz einer Spezialeinheit von Marineinfanteristen gerechtfertigt hatte, wurde aus den vorhandenen Mariniers und Soldaten des letzten Grafen von Ostfriesland ein nuer Verband aufgestellt: Das Garnisonbataillon XII. 
Chef des neugebildeten Bataillons wurde Ernst Georg von Kalckreuth, der zuvor bereits letzter Kommandeur des Marinier-Corps in Ostfriesland war.
Nach Ausbruch des Siebenjährigen Kriegs marschierten Ende Juni 1757 französische Truppen in Ostfriesland ein und rückten auf Emden vor. Kalckreuth beabsichtigte, die Stadt trotz ihrer wenig geeigneten Bastionen zu verteidigen; doch die Nachrichten vom Herannahen der zahlenmäßig weit überlegenen Gegner bewirkten eine Massendesertion der Soldaten des Garnisonbataillons. Als am 3. Juli die Franzosen vor Emden standen, verfügte Kalckreuth nur noch über 180 Mann. Er wollte es dennoch auf einen Kampf ankommen lassen, willigte dann aber auf Drängen des Emder Magistrats, der die Folgen einer gewaltsamen Erstürmung der Stadt vor Augen hatte, in die Kapitulation ein. Die noch verbliebenen Soldaten gingen in Kriegsgefangenschaft, wodurch das Garnisonbataillon XII zu bestehen aufhörte. Ostfriesland blieb bis zum Frühjahr 1763 ohne preußische Garnison.
Nach Beendigung des Krieges rückte am 27. März 1763 Oberstleutnant Wilhelm René de l’Homme de Courbière mit seinem Freibataillon in Emden ein, um die preußische Militärpräsenz in Ostfriesland wiederherzustellen. Courbière und seine Einheit hatten sich während des Krieges so sehr hervorgetan, dass dieses Freibataillon als einziges seiner Art nicht bei Kriegsende aufgelöst wurde, sondern Bezeichnung und Stationierungsort des vorherigen Garnisonbataillons XII übertragen bekam. Am 3. April traf das Freicorps Volontaires de Prusse des Oberstleutnants Friedrich Adolf Rudolf von Trümbach in Emden ein und wurde dort am folgenden Tag aufgelöst. Während die Offiziere ihren Abschied erhielten, wurde ein Teil der Soldaten zur Verteilung auf andere Regimenter nach Wesel eskortiert, die meisten jedoch zur Verstärkung von Courbières Bataillon verwendet.
1788 wurden die Garnisonregimenter aufgelöst, die fünf Kompanien des Garnisonbataillons XII. wurden den neu aufgestellten Depotbataillonen der Infanterieregimenter zugeteilt; drei gingen an das Regiment Eckartsbers, je eine an das Regiment Romberg und das Regiment Eichmann.

## Stärke und Organisation
Bei seiner Erstaufstellung 1744 bestand das Garnison-Bataillon XII aus drei Kompanien Musketiere zu je 200 Mann, während ein reguläres preußisches Infanteriebataillon jener Zeit fünf Musketier- und eine Grenadierkompanie zu je 120 Mann besaß. Das Garnisonbataillon war anfangs also irregulär in seiner Struktur.
Bei Ausbruch des Siebenjährigen Krieges hatte das Bataillon eine reguläre Zusammenstellung erlangt: fünf Musketier- und eine Grenadierkompanie der üblichen Stärke.
Als Courbières Freibataillon 1763 in Emden eintraf, war es nur knapp 350 Mann stark. Nach der Verstärkung durch die Soldaten des aufgelösten Freicorps von Trümbach kam es auf 600 Mann und konnte in fünf Kompanien aufgeteilt werden. Durch weitere Ergänzungen erhielt das Garnisonbataillon in der Folgezeit wieder seine reguläre Stärke von fünf Musketier- und einer Grenadierkompanie, die es bis zum Schluss behielt.
Da Ostfriesland aus Rücksicht auf die Empfindlichkeiten der Landesbewohner, die sehr entschlossen ihre angestammten Freiheiten verteidigten, 1744 nicht in das preußische Kantonssystem eingegliedert worden war, verfügte auch das Garnison-Bataillon XII im Unterschied zu den meisten anderen Garnisonsverbände über keinen Kanton, aus dem es regelmäßig Rekruten erhalten hätte. Es war auf die Werbung von Freiwilligen angewiesen, und weil sich Ostfriesen nur sehr selten für den Dienst werben ließen, setzten sich die Mannschaften des Bataillons vorwiegend aus Landfremden zusammen.
Anders als in den übrigen preußischen Garnisonsstädten, wo die örtlichen Bürger verpflichtet waren, im Rahmen einer genau regulierten Einquartierung Soldaten dauerhaft in ihren Häusern aufzunehmen, wurde auch von diesem Verfahren mit Rücksicht auf mögliche Unruhe unter der Bevölkerung kein Gebrauch gemacht. Stattdessen hatte das Bataillon, als es unter Kalckreuths Kommando stand, als Ersatz für die Einquartierung aus der Emder Stadtkasse einen jährlichen Betrag von 874 Talern erhalten und beschaffte dafür die Quartiere für die Soldaten durch Anmietung selber. 1763 hofften die Bürger Emdens mit Courbière ein ähnliches Arrangement zu treffen, aber der Freibataillonkommandeur und seine halbregulären Truppen waren die raueren Sitten der Kriegsjahre gewöhnt: Courbière ließ seine Soldaten eigenmächtig Quartiere in jedem Haus, das ihnen zusagte, beschlagnahmen. Wenn sie auf versperrte Türen stießen, verschafften sie sich gewaltsam Einlass. Die aufgebrachten Bürger Emdens beschwerten sich bei König Friedrich II. wegen des Bruchs ausdrücklicher Abkommen von 1744, die der Stadt Freiheit von Einquartierung garantierte. Die Beschwerde wurde nach Überprüfung als berechtigt anerkannt und die Errichtung einer Kaserne, ein Novum in Preußen, vorgeschlagen. Da die Frage der Finanzierung strittig war – die Ostfriesischen Landstände verlangten, dass der preußische Staat die Baukosten komplett übernahm, während umgekehrt eine Beteiligung der Ostfriesen vorausgesetzt wurde –, konnte erst im Oktober 1764 mit dem Bau auf dem Gelände der einstigen Emder Burg begonnen werden, nachdem die ostfriesischen Vertreter eingewilligt hatten, einen erheblichen Teil der Kosten zu übernehmen. Am 16. November 1765 bezogen die Soldaten die neu errichtete Kaserne, und auch eine seit 1763 zur Erleichterung der auf Emden liegenden Einquartierungslasten in Aurich garnisonierende Kompanie kehrte nun zurück.

## Verwendung
Wie alle stehenden Garnisonsverbände war auch das Garnisonbataillon XII vorwiegend zur Verteidigung seines Stationierungsortes vorgesehen, obgleich es in Ausrüstung und Ausbildung den Feldeinheiten entsprach. Wegen dieser Zweitrangigkeit galten bei der Auswahl der Soldaten weniger strenge Maßstäbe.
Da die wenig beeindruckenden Emder Befestigungsanlagen eine erfolgreiche Verteidigung gegen einen ernsthaft auftretenden Angreifer kaum zuließen, war die eigentliche Aufgabe des Bataillons, die Zugehörigkeit Ostfrieslands zu Preußen zu unterstreichen und durch seine Präsenz als Repräsentant der staatlichen Macht zu wirken.

## Uniformierung

Die Uniformen des Garnisonbataillons XII von 1744 bis 1757

Von 1744 bis 1757 trug das Bataillon die schlichte Uniform der Garnisonstruppen: Preußischblaue Beinkleider, Westen und Röcke mit rotem Innenfutter sowie schwarzen Ärmelaufschlägen, dazu schwarze Gamaschen und Dreispitze.
Als Coubières Freibataillon zum Garnisonbataillon XII wurde, durfte es als besondere Auszeichnung seine bisherige Uniform behalten und musste nicht die üblichen Garnison-Monturen anlegen. Es trug daher blaue Röcke mit rotem Futter, Ärmelaufschlägen und Kragen, dazu weiße Beinkleider und Westen. Gamaschen und Dreispitze blieben schwarz.